# Београдски памучни комбинат
Београдски памучни комбинат је фабрика из Београда основана 1906. године. Радила је све до 2001. године када је отишла у стечај. Очуваност комплекса га чини једним од најзначајнијих представника индустријског наслеђа града. Налази се на Вилиним водама, једној од најстаријих индустријских зона Београда.

## Историјат

### Оснивање фабрике
Историјат фабрике почиње 1903. када је Милан Јечменица код „Мостара” основао Фабрику сламених шешира. То је заправо била мала радионица са ручним машинама. Затим је добио законску повластицу за фабричку производњу трикотаже са царинским, пореским и другим олакшицама, тако да је већ 1906. подигао ткачницу са четрнаест разбоја, где је касније премештена и трикотажа. Ткачница је подигнута на неизграђеном терену одмах поред Кланице, на некадашњем краљевом имању између Радничке улице и Кнез Милетине 121.
Повластице су омогућиле прилив домаћег и страног капитала, па је 1911. основано акционарско друштво Фабрика трикотаже „Милан Јечменица и Комп.”, које старало и о Јечменичиним фабрикама филцаних и сламених шешира. Припремало се проширење фабричких објеката, али је све то спречио Први светски рат. Предузеће је за време рата било оштећено и порушено, имовина је стављена под управу аустроугарских поверилаца, окупационе трупе су за собом однеле многе машине.
Извори у књизи Београдски памучни комбинат 1903 - 1978 наводе да није било претрпело знатнију штету.

### Међуратни период
Фабрика је почела да се обнавља од 1920. године када су подигнуте нове зграде за машине добијене на на име ратне одштете. Акционари су првобитно углавном били јеврејски банкари и трговци из Београда. Формиран је фабрички комплекс, а извођач радова је био инжењер Михаило Белић. Објекти су изведени од опеке, у стилу академизма. Високи димњак и карактеристични тестерасти кровови су комплексу давали монументалан и репрезентативан карактер.
У самом језгру комплекса је ткачница, а по ивици фабричког круга су предионичка одељења, магацини и стоваришта, администратитвни објекти и кућа за портира. Предузеће је имало 48 одељења: предионица памука с радионицама за мешање и сортирање сировина, белионица, фарбарница, штампарија, чешљаоница, уређај за ткање свиле, штиркарница, магацини, сушионице, филтернице, трпезарија за раднике, зграда за становање итд. У кругу су се налазили и кућа за портира, дирекција и канцеларије, котларница са високим димњаком, четири стана за Дирекцију, 23 стана за чиновнике и мајсторе и барака за раднике. Фабричка капија се налазила преко пута железничке станице Београд-Кланица.
Фабрику 1924. преузима друштво Југословенске текстилне творнице „Маутнер” из Загреба, а предузеће мења име у „Београдска текстилна индустрија а. д.”. Нови двоспратни објект предионице ка Кнез Милетиној је подигнут 1928. године У време економске кризе власништво преузима „Југочешка” из Крања.
Фабрика је модернизована и ширена, постала је једна од највећих на Балкану. За сировину је користила домаћи памук из Јужне Србије (данас Македонија). Произведени артикли су били материјал за радничку одећу, српско платно, тканина од вештачке свиле, полусвилена тканина за женске хаљине, памучна ћебад, америкен платно за војску итд. Од 1935. ту је и санитетско одељење које је производило вату, хидрофилну газу и завоје. Производи су се добро продавали, тако да је потиснута роба из Немачке и Чехословачке.

### Период након Другог светског рата
Фабрика је била једна од ретких која је у својим производним погонима након Другог светског рата наставила исту делатност. Спајањем са делом текстилне индустрије „Данубиус” из Земуна и текстилном индустријом „Милосава Миловановића” и „Срдановић и комп” настала је фабрика „Стаљинград”. Убрзо након тога мења назив у „Београд”, да би крајем пете деценије XX века добила назив „Београдски памучни комбинат”. Технолошки процес је временом модернизован, предионица из 1928. је надограђена, подигнути су и неки нови објекти, али језгро и структура комплекса су они из двадесетих година прошлога века. Очуваност комплекса га чини једним од најзначајнијих представника индустријског наслеђа града.